# Сухих, Валерий Александрович
Вале́рий Алекса́ндрович Сухи́х (род. 29 мая 1965, Пермь) — российский политический и государственный деятель, доктор экономических наук (2009). Председатель Законодательного Собрания Пермского края с 23 декабря 2011 года. Член партии Единая Россия. Доктор экономических наук (2009).
Основатель и заведующий кафедрой государственного и муниципального управления Пермского университета (2007—2013).

## Биография
Родился 29 мая 1965 года в г. Перми.
С 1983 по 1985 год проходил службу в армии в Чебаркуле Челябинской области.
В 1990 году окончил военно-медицинский факультет Томского медицинского института.
Работал на государственном предприятии «Пермфармация»: в 1993—1995 годах был заместителем директора, а с 1995 года — директором.
С 1996 года по 2003 год был председателем Пермской городской Думы.
В ноябре 2003 года был назначен заместителем Губернатора Пермской области (вице-губернатор) и курировал блок социальных вопросов.
17 июля 2006 года назначен на должность заместителя председателя Правительства Пермского края.
15 января 2007 года занял должность руководителя Администрации Губернатора Пермского края.
4 марта 2008 года назначен и. о. председателя Правительства Пермского края.
20 марта 2008 года его кандидатура в качестве председателя Правительства Пермского края была утверждена Законодательным Собранием Пермского края.
4 декабря 2011 года избран депутатом Законодательного Собрания Пермского края второго созыва по одномандатному избирательному округу № 23, набрав большинство голосов (60,64 %). На первом заседании его избрали председателем краевого парламента.
18 сентября 2016 года избран депутатом Законодательного Собрания Пермского края третьего созыва по одномандатному избирательному округу № 23. На первом заседании Законодательного Собрания Пермского края третьего созыва большинство голосов было отдано за его кандидатуру в качестве спикера.
19 сентября 2021 года избран депутатом Законодательного Собрания Пермского края четвертого созыва по одномандатному избирательному округу № 23. 30 сентября 2021 года парламентарии большинством голосов поддержали кандидатуру Валерия Сухих на должность председателя краевого парламента.

### Образование и научная деятельность
В 1990 году окончил военно-медицинский факультет Томского медицинского института.
В 2000 году в Уральском государственном экономическом университете защитил кандидатскую диссертацию «Формирование и регулирование качества жизни населения в крупнейших городах России» по специальности «Региональная и муниципальная экономика» и ему была присвоена учёная степень кандидата экономических наук.
1 апреля 2009 года в Институте экономики УрО РАН защитил докторскую диссертацию «Развитие теоретико-методологических основ формирования социоэкономики в пространстве региона» (научные консультанты акад. А. И. Татаркин и проф. Е. Г. Анимица; официальные оппоненты В. П. Чичканов, О. А. Романова и А. Л. Кузнецов) и 25 сентября 2009 года Высшая аттестационная комиссия присвоила ему учёную степень доктора экономических наук.
С 2007 по 2013 год — заведующий кафедрой государственного и муниципального управления Пермского университета.
С 2009 года по 2019 год — главный редактор научного журнала «Ars administrandi» («Искусство управления»).
С 2011 года по настоящее время — член диссертационного совета по экономическим наукам при Пермском университете.
В Пермском университете — лидер научного направления «Управление социально-экономическим и политическим развитием», член ученого совета историко-политологического факультета. Занимается исследованием социоэкономики региона, принципов управления социоэкономикой, механизмов межведомственного взаимодействия для целей его социально-экономического развития.

### Период работы в Пермской городской Думе

#### Пермская городская Дума второго созыва
В 1996 году В.А. Сухих избран председателем Пермской городской Думы второго созыва. Мэром в это время являлся Ю.П. Трутнев.
Под руководством В.А. Сухих впервые представительный орган власти принимает Регламент, где прописаны структурная организация Пермской городской думы (ПГД), предусмотрены рабочие органы в виде рабочих групп и Совета думы. Утверждена новая редакция Устава г. Перми, в котором зафиксированы принципы взаимодействия ветвей власти, схемы и принципы работы ПГД, регламенты.
С 1997 года в Перми начинает применяться программно-целевой метод бюджетирования. Депутаты Пермской городской Думы (председатель Валерий Сухих) первыми в стране принимают городские целевые программы.
Программно-целевой принцип организации деятельности органов исполнительной власти РФ реализуется в 2012 году, бюджет Пермского края начал формироваться по программно-целевому принципу уже в 2014 году.
В 2000 году Пермская городская Дума первой среди органов представительной власти местного самоуправления в России приняла Положение о территориальных органах самоуправления (ТОСы), Положение об уличных, квартальных, дворовых, домовых комитетах в Перми, Положение о выборном лице общественного самоуправления.
Валерий Сухих – член Совета по местному самоуправлению при Президенте Российской Федерации и Совета по местному самоуправлению при Председателе Государственной Думы Федерального Собрания Российский Федерации.

#### Пермская городская Дума третьего созыва
8 декабря 2001 года В.А. Сухих избран председателем Пермской городской Думы третьего созыва. Мэром в это время являлся А.Л. Каменев.
Принят закон Пермской области об особом правовом статусе города Перми – административного центра Пермской области. Принятие закона позволило городу получать финансовые преференции по сравнению с остальными муниципальными образованиями региона.

### Период работы в правительстве Пермского края
Ноябрь 2003 г. – март 2004 г.
В ноябре 2003 года назначен на пост заместителя губернатора Пермской области Юрия Трутнева.
В.А. Сухих принял непосредственное участие в организации референдума и реализации интеграционных процессов по объединению Пермской области и Коми-Пермяцкого автономного округа, образовании нового субъекта РФ — Пермского края.
Реформирование социальной сферы на государственном уровне приводит к реализации на территории края Федерального закона от 22.08.2004 № 122-ФЗ (о «монетизации» льгот). Льготники начинают получать «живые» деньги, которыми можно распорядиться по своему усмотрению.
Валерий Сухих включен в состав рабочей группы по реформированию здравоохранения при Государственном Совете Российской Федерации, член Межведомственной рабочей группы при Совете при Президенте Российской Федерации по реализации приоритетного национального проекта «Здоровье».
Март 2004 г. – июль 2006 г.
В.А. Сухих назначен на должность заместителя губернатора Пермской области, председателя департамента социального развития (и.о. губернатора — Олег Чиркунов).
В результате перезагрузки решения проблемы детского сиротства, Пермский край вышел в лидеры среди регионов Российской Федерации по использованию разных форм семейного устройства для детей из детских домов (патронатные и приемные семьи).
Июль 2006 г. – январь 2007 г.
17 июля 2006 года Валерий Сухих стал заместителем председателя Правительства Пермского края.
В этот период разработана программа социально-экономического развития Пермского края. Согласно этому документу основными целями развития края являются обеспечение экономического роста, развитие человеческого потенциала, развитие инфраструктуры и территорий, обеспечение безопасности граждан.
Внедрена система управления, сформированная по принципам функционально-целевой структуры исполнительной власти, ориентированной на достижение конкретных результатов деятельности. Построена на функционировании блоков: развитие человеческого потенциала (составляет основную часть расходов), экономическое развитие (обеспечивает поступление доходов в бюджет), управление ресурсами (работает на повышение доходов бюджета), развитие инфраструктуры (снижение издержек), управление государственными учреждениями (повышение эффективности деятельности учреждений), развитие территорий (рациональная структура расселения).

### Период работы в администрации губернатора Пермского края
Январь 2007 г. — март 2008 г.
15 января 2007 года Валерий Сухих был назначен руководителем Администрации губернатора Пермского края (губернатор — О. А. Чиркунов).
Принят Указ губернатора о мероприятиях, направленных на повышение престижа Пермского края, заложивший основы развития фестивального движения в Пермском крае. Проводится конкурс «Центр культуры Пермского края» среди административных центров муниципальных районов и городских округов. Статус первых центров культуры и софинансирование для реализации своих программ получили г. Кунгур, г. Кудымкар и п. Ильинский. Впоследствии проект дополнен масштабной акцией «59 фестивалей 59 региона».
В мае 2007 года в Перми в рамках III международного фестиваля «Дягилевские сезоны: Пермь, Петербург, Париж» состоялось открытие памятника Сергею Дягилеву работы скульптора Эрнста Неизвестного. Он начал работу над ним в 2004 году по предложению губернатора Пермской области Олега Чиркунова. Сейчас памятник установлен в Пермской Дягилевской гимназии. Это последняя монументальная работа выдающегося скульптора.
Начинается реализации проекта «Мамин выбор». В результате каждая семья получила выбор: отдать ребёнка в детский сад или до пяти лет воспитывать его дома, получая пособие. Благодаря проекту очередь в муниципальные дошкольные учреждения сократилась более чем в пять раз.
В 2007 году Валерий Сухих вошел в рабочую группу по строительству центра сердечно-сосудистой хирургии в Пермском крае. В 2012 году Центр принял первых пациентов.
Март 2008 г. — декабрь 2011 г.
20 марта 2008 года Валерий Сухих занял пост председателя Правительства Пермского края (губернатор — О. А. Чиркунов).
В 2009 году под патронажем В. А. Сухих на территории региона реализуется пилотный проект «Электронное правительство» — предоставление государственных услуг населению и организациям с использованием информационных технологий и оперативное принятие управленческих решений.
В ноябре 2010 года Валерий Сухих открывает страницу в wordpress.com, которую ведет до сих пор. Принимает решение об открытие страниц для всех руководителей, специалистов министерств, для глав муниципалитетов и поселений. Этот ресурс становится для жителей Пермского края каналом доступа к руководителям поселенческого и муниципального уровня.

### Период работы в Законодательном Собрании Пермского края II созыва (2011-2016 гг.)
Выборы в Законодательное Собрание Пермского края второго созыва состоялись 4 декабря 2011 года и проходили по смешанной системе.
Валерий Сухих был избран по одномандатному округу №23 (Бардымский, Еловский, Осинский, Чайковский районы), набрав более 60% голосов. На первом заседании нового созыва краевого парламента коллеги поддержали его кандидатуру в качестве председателя.
Второй созыв краевого парламента Прикамья рассмотрел и принял законопроект о наделении прокурора правом законодательной инициативы.
По инициативе Валерия Сухих в работе Законодательного Собрания началась цифровая «перезагрузка». В 2013 году бумажный документооборот перешел в электронный, была создана полная информационная база для региональных и муниципальных депутатов, а зал заседания краевого парламента прошел масштабную модернизацию.
С помощью специального мобильного приложения «Единый виртуальный кабинет депутата» депутаты смогли работать с документами в «электронном формате», получили доступ к любым материалам по вопросам повестки. Законодательное Собрание Пермского края стало первым в стране региональным парламентом, который разработал собственное мобильное приложение. «Единый виртуальный кабинет депутата» находится в открытом доступе.
1 сентября 2013 года впервые в Пермском крае сформирован Молодёжный кадровый резерв, также были созданы муниципальные резервы.
В марте 2014 года был принят закон, который учитывает переход к формированию бюджетов в программном формате. Это решение позволило обеспечить взаимосвязь стратегического и бюджетного планирования. Нормативно закреплено право депутатов Законодательного Собрания рассматривать проекты Государственных программ и определена процедура рассмотрения Перечня объектов капитального строительства общественной инфраструктуры Пермского края.
В 2015 году был расширен региональный материнский капитал: данные средства можно было использовать на приобретение автомобиля, а также услуг по оказанию членам семьи высокотехнологичной медицинской помощи сверх базовой программы обязательного медицинского страхования.
Второй созыв регионального парламента Пермского края под председательством Валерия Сухих участвовал в разработке и принятии целого ряда системообразующих законов и краевых программ: программа социально-экономического развития Пермского края, закон о предоставлении земельных участков для многодетных семей, закон об инициативном бюджетировании и т.д.
Законодательным Собранием Пермского края под руководством Валерия Сухих приняты законы, обеспечивающие реализацию мер государственной поддержки инвесторов. Одним из таких инструментов является специальный инвестиционный контракт (СПИК). В Пермском крае, первом из субъектов РФ, создана нормативная база для заключения СПИК, дающая инвестору право получить гарантированное снижение налоговой нагрузки. В ноябре 2015 года в Пермском крае заключены первые в стране три региональных СПИК.
По инициативе В.А.Сухих организована работа по подготовке и принятию закона о государственно-частном партнерстве в Пермском крае, который определил механизм привлечения и эффективного использования государственных и частных ресурсов для развития экономики и социальной сферы региона.
Прикамье стало первым регионом в России, где в 2016 году был разработан и законодательно закреплен механизм инициативного бюджетирования, обеспечивающий привлечение граждан к участию в решении вопросов местного значения и развития муниципальных образований. Данный механизм построен на принципе софинансирования расходов – краевой бюджет компенсирует до 90% от стоимости каждого проекта-победителя, остальное – средства населения. С 2021 года возможность реализации проектов инициативного бюджетирования законодательно закреплена на уровне Российской Федерации.
В целях реализации положений Послания Президента РФ Владимира Путина по снижению налоговой нагрузки на малый бизнес, был принят закон об установлении дифференцированных ставок для налогоплательщиков. Также были объявлены «налоговые каникулы» в отношение впервые зарегистрированных налогоплательщиков – индивидуальных предпринимателей, осуществляющих отдельные виды экономической деятельности.
В 2015 году Валерий Сухих впервые выступил с трибуны Государственной Думы. Спикер регионального парламента Пермского края представил видение регионов о развитии законодательства, регламентирующее аспекты интеллектуальной собственности. Выводы и предложения, сформированные на основе анализа ситуации в данной сфере, были направлены в федеральное правительство и в обе палаты Федерального Собрания РФ.

### Период работы в Законодательном Собрании Пермского края III созыва  (2016-2021 гг.)
18 сентября 2016 года Валерий Сухих вновь избран депутатом по одномандатному избирательному округу №23. На первом заседании Законодательного Собрания Пермского края третьего созыва большинство голосов было отдано за его кандидатуру в качестве спикера.
В 2016 году краевой парламент принял изменения в закон «Об охране семьи, материнства, отцовства и детства». Новая мера предусматривала социальную поддержку семей в форме единовременной денежной выплаты при рождении первого ребенка в размере 60 000 рублей.
В 2016 году проект Законодательного Собрания Пермского края «Информационная система органов муниципального самоуправления» был признан «Лучшим облачным решением» в рамках VIII конкурса десяти лучших IT- проектов для госсектора.
В 2017 году депутаты поддержали законопроект по содействию обманутым дольщикам, который предполагал предоставление субсидий из бюджета Пермского края на достройку проблемного объекта. По закону целевой взнос вносится в жилищно-строительный кооператив для оплаты стоимости достройки многоквартирного дома.
В 2017 году парламентарии законодательно установили единовременную компенсационную выплату на приобретение или строительство жилья в размере 1 млн руб для привлечения и закрепления учительских кадров на селе.
Также в конце 2017 года были приняты изменения в Устав Пермского края, которые утвердили официальный гимн региона «Мой Пермский край».
В 2018 году депутатами Законодательного Собрания Пермского края принят закон об инвестиционной политике, который стал «фундаментом» для привлечения инвесторов. В законодательстве Пермского края появились приоритетные инвестиционные проекты, для которых был установлен особый механизм отбора и сопровождения.
Принят закон о поэтапном повышении минимального размера ставки налога на прибыль организаций. Так, индустриальные технопарки и «технопарки в сфере высоких технологий» получили налоговые льготы. Среди них – ИКТ, биотехнологии и технологии производства продукции для медицины и фармацевтики.
В 2018 году также были приняты законодательные инициативы по сохранению льгот для лиц предпенсионного возраста, а также предусмотрены денежные выплаты для многодетных семей в качестве альтернативы взамен предоставления земельного участка.
В 2019 году в Пермском крае «расконсервирована» программа газификации,  в бюджете на ее реализацию закладываются дополнительные средства. Депутаты предусмотрели материальную помощь отдельным категориям граждан на присоединение к газораспределительной сети.
В течение 2019 года было обеспечено законодательное сопровождение реализации национальных проектов, инициированных Президентом России Владимиром Владимировичем Путиным.
В 2020 году депутаты Законодательного Собрания приняли ряд инициатив, которые существенно дополнили федеральные меры поддержки бизнеса, пострадавшего от пандемии коронавирусной инфекции. Пермский край стал одним из первых российских регионов, где льготы для наиболее пострадавших отраслей экономики были закреплены законодательно. Среди основных мер были разработаны и приняты снижение стоимости патента для предпринимателей, работающих по патентной налоговой системе, льготы для владельцев торговых центров в размере 50% суммы налога на имущество за 2020 год, «налоговые каникулы», предоставление отсрочки по уплате региональных налогов.
В 2020 году, в год 75-летия Великой Победы, в поддержку федеральной инициативы Законодательное Собрание запустило веб-выставку «Край трудовой доблести». В основу легли предметы военного времени, которые производились на территории Молотовской области. Материалы активно использовались в работе 150 образовательных учреждений из 37 территорий края.
В 2021 году депутаты совместно правительством продолжили решение вопроса нехватки медицинских кадров в сфере здравоохранения Прикамья. В апреле Законодательное Собрание поддержало инициативу губернатора края Дмитрия Махонина: для студентов медицинских колледжей, заключившим договоры о целевом обучении, были утверждены ежемесячные выплаты в размере 2 тысяч рублей. Таким образом, общая сумма выплат за годовой учебный период составила 20 000 рублей (8000 рублей – первый семестр, 12000 – второй семестр учебного года).
Решением краевого парламента в июне 2021 года  дополнительно было выделено 1,2 млрд рублей на ежемесячные пособия для детей от трех до семи лет. Размер ежемесячной выплаты для ряда малообеспеченных семей был увеличен с 50% регионального прожиточного минимума до 75% и 100%. Увеличенный размер выплат в Прикамье получают около 70 тысяч детей.
В августе 2021 года депутаты приняли постановление о государственной программе «Экология», которая будет реализовываться в Пермском крае до конца 2024 года. В рамках программы предусмотрено шесть подпрограмм: охрана окружающей среды и животного мира, экологическая реабилитация территорий и водных ресурсов, развитие лесного хозяйства, развитие и использование природных ресурсов и эффективное управление государственной программой. На реализацию госпрограммы выделена беспрецедентная для данной сферы сумма – 17,1 млрд. рублей на три года.

### Период работы в Законодательном Собрании Пермского края IV созыва (2021—2026 гг.)
По данным официального сайта праймериз, на предварительном голосовании за депутата Валерия Сухих отдали свои голоса 5 662 выборщика по одномандатному округу № 23. Это максимальное количество голосов, полученное кандидатом в депутаты Законодательного Собрания Прикамья в 2021 году.
19 сентября 2021 года Валерий Сухих избран депутатом по одномандатному избирательному округу № 23.
30 сентября 2021 года парламентарии большинством голосов поддержали кандидатуру Валерия Сухих на должность спикера Законодательного Собрания Пермского края четвёртого созыва.
Осенью 2021 года депутаты Законодательного Собрания приняли бюджет на следующие три года. В документе были предусмотрены средства на дополнительные выплаты врачам и фельдшерам в территориях, где особенно не хватало медицинских кадров. Согласно принятому решению, медики, трудоустроившиеся в территории, в которых живет до 50 тыс. человек, будут получать до 2 млн рублей, в более крупных населенных пунктах  такие выплаты составят 1 млн рублей.
С 2022 года была введена дополнительная мера поддержки для предпринимателей, вновь зарегистрированных на территории Пермского края. Пониженную ставку по налогообложению стали получать предприниматели и организации, впервые зарегистрированные с начала 2022 года и выбравшие упрощенную систему в качестве налогового режима.
В этом же году был принят законопроект, который распространяет право на пониженные ставки по налогу на прибыль для субъектов малого или среднего предпринимательства, заключивших инвестиционные соглашения на реализацию малых и средних ПИП. Также был уменьшен объем инвестиций, необходимый для получения пониженной ставки. Так, субъектам МСП для получения пониженной ставки 1% или 10% необходимо реализовать проекты объемом инвестиций от 100 млн. рублей до 500 млн. рублей или от 500 млн. рублей до 1,5 млрд. рублей, соответственно.
Пермский край стал одним из первых регионов России, который закрепил на законодательном уровне меры поддержки предпринимателей в ответ на введение экономических санкций со стороны недружественных стран. Уже в марте 2022 года депутаты одобрили разработанный по инициативе губернатора Прикамья первый пакет мер по поддержке регионального бизнеса.
За время весенней сессии 2022 года в регионе дважды прошла индексация социальных мер поддержки, стипендий и зарплат работников бюджетной сферы. Перераспределение средств позволило провести индексацию зарплат бюджетникам на полгода раньше: не с 1 октября 2022 года, как планировалось ранее, а уже с 1 апреля. Из региональной казны было выделено порядка 1,2 млрд рублей. А социальные меры поддержки и стипендии также были увеличены: регион вслед за федерацией поднял уровень их индексации с 4% до 5,8%.
На повторную индексацию уже в июне 2022 года было дополнительно выделено 6,8 млрд рублей. Социальные льготы и стипендии были увеличены вновь – на 4,2%. Изменения включали и дополнительные средства на повышение зарплаты «указников». На 6% увеличен и фонд оплаты труда бюджетников, на которых не распространяется действие «майских» указов. Удалось увеличить выплаты для социально незащищенных категорий граждан: многодетным малоимущим семьям, детям-сиротам, пенсионерам с большим страховым стажем, ветеранам труда, труженикам тыла.
В конце 2022 года решением краевого парламента был изменен главный закон Пермского края – Устав. Был одобрен пакет поправок, который учитывал нововведения Федерального закона «Об общих принципах организации публичной власти в субъектах Российской Федерации», принятый в  результате  внесённых в Конституцию изменений. Нововведения коснулись в первую очередь системы органов власти региона, в том числе депутатов Законодательного Собрания. Также была предусмотрена норма, по которой Молодежный парламент при Законодательном Собрании Пермского края наделяется правом законодательной инициативы.
На региональном законодательном уровне было закреплено дистанционное электронное голосования. Такой формат голосования избиратели Прикамья опробовали уже на муниципальных выборах в 2023 году.
В июне 2023 года в Перми состоялось заседание Ассоциация законодателей Приволжского федерального округа. По его итогам, спикеры региональных парламентов предложили снизить налоговую нагрузку для предприятий, которые производят продукцию по новым отечественным технологиям либо с применением отечественных аналогов импортного оборудования. Необходимые документы были направлены в Правительство РФ и в Государственную Думу.
В марте 2024 года депутаты Законодательного Собрания поддержали проект закона о продлении и расширении мер поддержки для многодетных семей. Это позволило семьям продлить статус многодетных до момента достижения старшим ребенком 23 лет. Главное условие – он должен учиться очно.
В апреле 2024 года на заседании Законодательного Собрания Валерий Сухих подвел итоги работы краевого парламента в честь его 30-летия. В своем выступлении особое внимание он уделил жителям Прикамья, отметив их роль на протяжении всей истории становления законодательного органа. В торжественной части заседания приняли участие сенаторы Российской Федерации, депутаты Государственной Думы РФ, руководители региональных управлений федеральных ведомств и силовых структур, представители органов исполнительной власти Пермского края и органов местного самоуправления региона.
Также в рамках заседания прошла презентация книги об истории Законодательного Собрания региона с 1994 по 2014 год, выпущенной совместно с Государственным архивом Пермского края «30 моментов истории. Открывая архивные фонды».
В июне 2024 года краевой парламент одобрил проект Стратегии социально-экономического развития региона до 2035 года. Реализация Стратегии СЭР позволит к 2035 году усилить рост экономики региона и повысить инвестиционную активность.
В августе 2024 года Законодательное Собрание приняло законопроект, по которому предприятия могут получить инвестиционный налоговый вычет, если передадут свое имущество образовательным организациям – школам, ссузам и вузам.
В сентябре 2024 года депутаты поддержали предложение губернатора об увеличении выплаты молодым педагогам – с 50 до 100 тысяч рублей. Речь идёт о тех, кто впервые будет трудоустраиваться в образовательные учреждения региона. Ежегодно выплату получают около 400 молодых специалистов.
В ноябре 2024 года Законодательное Собрание поддержало увеличение действующих стипендий и выплат: размер именных стипендий для аспирантов был увеличен практически в четыре раза – до 30 тысяч рублей, такую же сумму смогут получать и доктора наук.

## Семья
Женат, воспитывает троих детей.

## Основные публикации
Книги
- Анимица Е. Г., Медведева И. А., Сухих В. А. Малые и средние города: научно-теоретические аспекты исследования. Екатеринбург-Пермь, 2003;
- Анимица Е. Г., Медведева И. А., Сухих В. А. Малые и средние города региона: тенденции и стратегия социально-экономического развития. — Екатеринбург; Пермь: УрГЭУ, 2004;
- Анимица Е. Г., Сухих В. А. Пространственно-временная парадигма в социоэкономике: региональный аспект. Пермь: ПГУ, 2007;
- Сухих В. А. Социоэкономика региона: методология исследования, тенденции развития и механизмы управления / Перм. ун-т. Пермь, 2008;
- Анимица Е. Г., Сухих В. А. и др. Регион в социально-экономическом пространстве России: анализ, динамика, механизм управления / Перм. гос. ун-т. Пермь, 2008.

Статьи
- Анимица Е. Г., Бочко В. С., Сухих В. А. Регион как особая форма социально-экономического пространства // Регион в новой парадигме пространственной организации России. М.: Экономика, 2007.
- Сухих В. А. Проектирование будущего состояния социоэкономики региона // Государственная служба. 2008. № 3. С. 35—42.
- Сухих В. А. Принципы регионального управления социоэкономикой в современных условиях // Государственная служба. 2008. № 6. С. 97—103.
- Анимица Е. Г., Новикова Н. В., Сухих В. А. Трансформация экономики региона индустриального типа (на примере Пермского края) // Науч.-техн. ведомости СПбГПУ. Сер. Экономические науки. 2008. № 5 (64). С. 64—76.
- Анимица Е. Г., Новикова Н. В., Сухих В. А. Динамика, изменение пропорций и содержания структурной трансформации в экономике Пермского края // Экономика региона. 2008. № 2 (14). С. 99—115.
- Анимица Е. Г., Новикова Н. В., Сухих В. А. Качество жизни как комплексный показатель социального развития региона // Журнал экономической теории. 2009. № 1.
- Сухих В. А., Микрюков А. В. Финансовые аспекты развития региона // Вестник Челяб. гос. ун-та. 2008. № 4. С. 104—112.
- Анимица Е. Г., Новикова Н. В., Сухих В. А. Концептуальные установки, механизмы и методы регионального управления экономикой // Регионология. 2008. № 4. С. 136—144.

## Награды
- Благодарственное письмо губернатора Пермского края (29 июня 2007)
- Благодарственное письмо губернатора Пермского края (20 марта 2008)
- Благодарственное письмо президента Российской Федерации (15 января 2008) за активное участие в подготовке и проведении выборов депутатов Государственной Думы Федерального Собрания Российской Федерации пятого созыва
- Почетная грамота «За содействие в обеспечении работы следственной группы по расследованию уголовного дела, возбужденного по факту крушения самолета в г.Перми»
- Почетная грамота Совета Федерации Федерального Собрания Российской Федерации (26 ноября 2013)
- Медаль «Совет Федерации. 20 лет» (2 декабря 2013)
- Почетная грамота губернатора Пермского края (29 апреля 2014)
- Медаль ордена «За заслуги перед Отечеством» II степени (17 августа 2017) — за большой вклад в укрепление российской государственности и многолетнюю добросовестную работу[54]
- Благодарность Председателя Совета Федерации Федерального Собрания Российской Федерации (2018 г.)[1]
- Почетная грамота Правительства Пермского края (май 2020)[55]
- Серебряная медаль ФСИН России «За вклад в развитие уголовно-исправительной системы» (3 марта 2021)[56]
- Почетная грамота Государственной Думы за большой вклад в законотворческую деятельность и развитие парламентаризма в Российской Федерации (июль 2022)[57]
- Благодарственное письмо губернатора Пермского края за плодотворную, эффективную работу в период подготовки и проведения выборов Президента Российской Федерации (июнь 2024)[58]